# Післяпологові психічні розлади

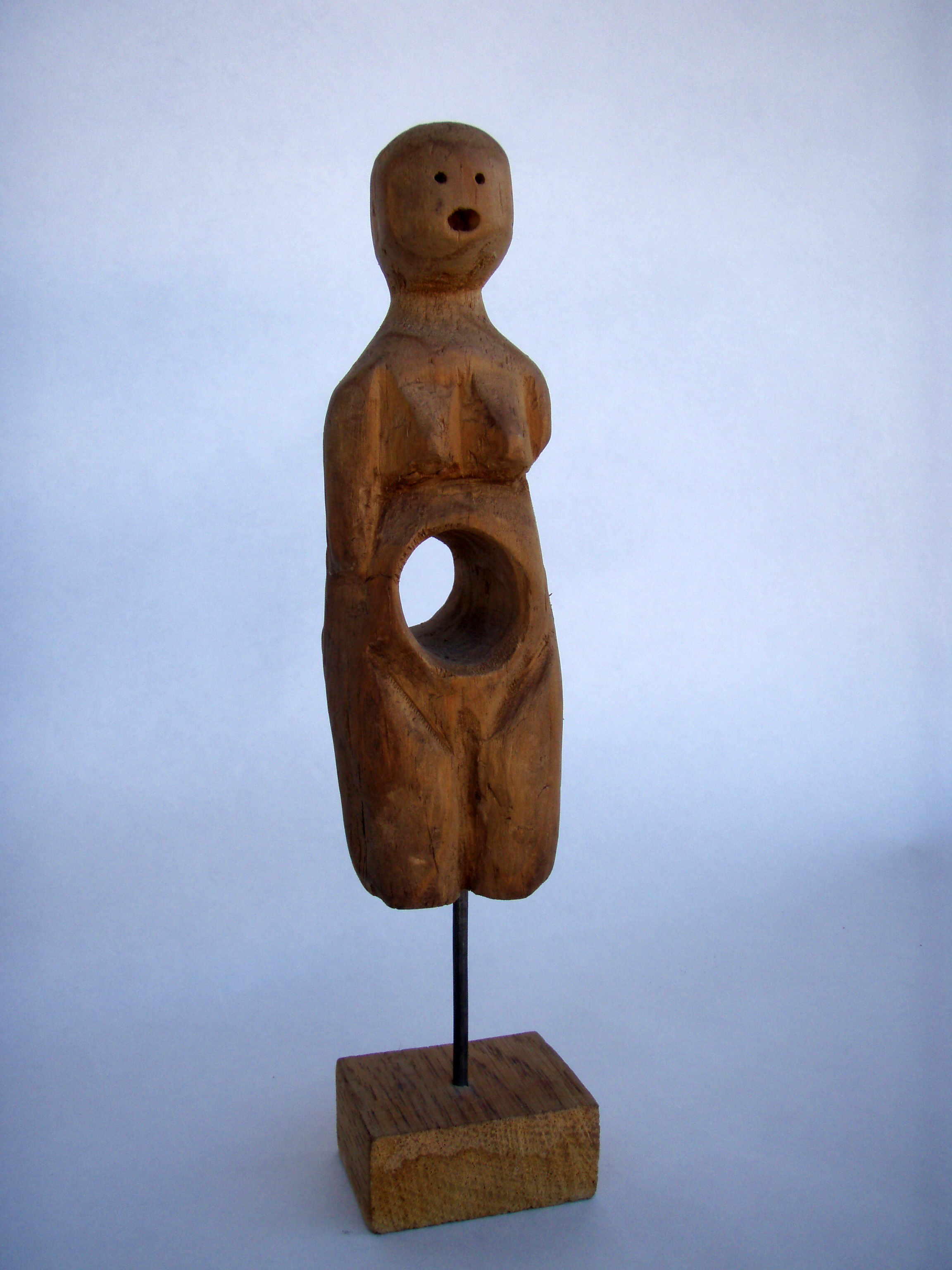
Післяпологова депресія

Післяпологові психічні розлади — це психічні розлади, початок або загострення яких відбувається в післяпологовий період.
Пологи пов'язані з підвищеним ризиком перших психічних розладів .В різних країнах фіксують різні психічні розлади після пологів, а саме шизофренія, шизоафективні розлади, не афективні психози, депресії, панічні розлади та біполярний розлад.

## Загальна інформація
Пологи пов'язані з помітним підвищенням ризику перших епізодів психічних розладів. Підраховано, що близько 15 % новоспечених матерів мають легкі або помірні епізоди післяпологової депресії, 4 і 0,1 % нових матерів відчувають початок психічного розладу, що вимагає стаціонарного лікування протягом перших місяців після пологів. Встановлені фактори ризику післяпологових психічних розладів включають попередню історію психіатричної госпіталізації і сімейна історія психічних епізодів, особливо біполярного афективного розладу. Інші пропоновані фактори ризику післяпологової депресії включають низьку соціальну підтримку, стресові життєві події та незаплановану/небажану вагітність.

## Група ризику
Практично у всіх жінок можуть розвинутися психічні розлади під час вагітності та в перший рік після пологів. Бідність, міграція, гострий стрес, схильність до насильства (побутового, сексуального та гендерного), надзвичайні та конфліктні ситуації, стихійні лиха та низька соціальна підтримка підвищують ризики для певних розладів.

### Фактори ризику виникнення післяпологових розладів
1. Перші пологи. Частіше хворіють першонароджуючі і молоді жінки. У 86 % випадків психічні розлади виникають після перших пологів у віці 18-29 років, а пік захворюваності — в 20-24 роки.[9]
2. Спадковість спостерігається у 40-50 % пацієнток (наявність психічних захворювань у родичів 1-2 ступеня споріднення).[9]

### Сприятливі фактори
1. Психологічні травми (психологічно дискомфортна сімейна обстановка, неготовність жінки до підвищеного навантаження на початку виконання материнських обов'язків, самотність, смерть близьких людей, проблеми з новонародженим);[9]
2. Ускладнення і патологія пологів (тривалі і важкі пологи, сильна кровотеча, розриви піхви і промежини, інструментальні пологи, виражений больовий компонент, різкі перепади артеріального тиску, втома), важкі форми прееклампсії, важка анемія (гемоглобін <70 г / л), інфекційні процеси;[9]
3. Астено-вегетативні розлади;[9]
4. Алкоголізм та паління.[9]

## Типи розладів
Післяпологова (постнатальна) депресія — це психічне порушення, яке з'являється після пологів у деяких жінок і характеризується проявами смутку та емоційною нестабільністю. Може виникнути у будь-якої жінки, утім у тих, в кого вже була депресія в анамнезі, перебіг може бути важчим.
Післяпологовий психоз — це ускладнення пологів, яке виникає в період після пологів, іноді на тлі повного благополуччя. Без лікування може призвести до катастрофічних наслідків для новонародженого або самої жінки.

## Вплив психічних розладів матері після народження на матір і дитину
Після пологів мати з депресією сильно страждає і може не мати можливості належним чином харчуватися, купатися чи іншим чином доглядати за собою. Це може збільшити ризик погіршення здоров'я. Також зростає ризик самогубства. При психотичних захворюваннях слід враховувати ризик дітовбивства.[джерело?]
Дуже маленькі немовлята можуть постраждати від умов навколишнього середовища та неналежного догляду та дуже чутливі до них, і ймовірно також постраждають від матерів із психічними розладами. Тривале або важке психічне захворювання перешкоджає прив'язаності матері та дитини, грудному вигодовуванню та догляду за немовлям.[джерело?]

## Лікування
Більшість молодих матерів проходять медикаментозну терапію. При відмові приймати таблетки ліки вводяться внутрішньом’язово або внутрішньовенно. У важких випадках важливо починати лікування негайно, щоб уникнути розвитку ускладнень.